# Ернст-Гюнтер Баде
Ернст-Гюнтер Баде (на немски: Ernst-Günther Baade) е немски офицер, служил по време на Първата и Втората световна война.

## Биография

### Ранен живот и Първа световна война (1914 – 1918)
Ернст-Гюнтер Баде е роден на 20 август 1897 г. В началото на Първата световна война се присъединява към армията като доброволец. През 1916 г. е лейтенант от кавалерийски полк.

#### Между военен период
Напуска армията през 1920 г. и се завръща 4 години по-късно, със същото звание, в кавалерийска бригада.

### Втора световна война (1939 – 1945)
В началото на Втората световна война командва 17-и разузнавателен батальон (Aufkl. Abt. 17). През войната заема редица назначения. На 15 декември 1939 г. командва 1-ви батальон от 22„-ри“ кавалерийски полк. На 30 септември 1941 г. поема командването на 1-ви батальон (мот.). На 1 декември 1941 г. му е поверено ръководството на Krd.Schtz.Btl. 4.
Между септември/октомври 1943 г. командва 15-а танково-гренадирска дивизия (в Италия). На 20 декември 1943 г. поема командването на 90-а лека пехотна дивизия. На 10 март 1945 г. поема командването на 81-ви армейски корпус. Умира на 8 май 1945 г. от раните получени по време на бойните действия.

## Военна декорация
| - Германски орден „Железен кръст“ (1914) – II (1914) и I степен (1914) - Сребърна пластинка към ордена Железен кръст (1914) – II (1914) и I степен (1914) - Германска „Значка за раняване“ (1918) – черна (1918) - Германска „Пехотна щурмова значка“ (?) - Ръкавна лента „Африка“ (?) - Орден „Германски кръст“ (?) – златен (?) | - Рицарски кръст с дъбови листа и мечове - Носител на Рицарски кръст (27 юни 1942) - Носител на Дъбови листа № 402 (22 февруари 1944) - Носител на Мечове № 111 (16 ноември 1944) - Упоменат 2-пъти в ежедневния доклад на Вермахтберихт (8 февруари и 27 май 1944) |